# Shōsetsuka ni narō
Shōsetsuka ni narō (jap. 小説家になろう, dosł. „Zostań powieściopisarzem”) – japońska strona internetowa, na której użytkownicy mogą bezpłatnie zamieszczać i czytać tworzone przez innych powieści. Strona została uruchomiona 2 kwietnia 2004 przez Yūsuke Umezakiego. W 2014 roku serwis liczył ponad 280 tys. powieści, blisko 800 tys. zarejestrowanych użytkowników i uzyskiwał około miliard odsłon miesięcznie. 
Ponad sto powieści zamieszczonych w serwisie zostało nabytych przez różnych wydawców, a następnie wydanych jako light novel. Dwie z najbardziej znanych serii opublikowanych początkowo na stronie, to Log Horizon i Mahōka kōkō no rettōsei, które później zostały nabyte odpowiednio przez Enterbrain i ASCII Media Works. 

## Wybrane publikacje
- Arifureta (od 2013)[3]
- Ascendance of a Bookworm (2013–2017)[4]
- Bofuri (od 2016)[5]
- Chcę zjeść twoją trzustkę (2014)[6]
- HameFura (2014–2015)[7]
- Isekai wa Smartphone to tomo ni (od 2013)[8]
- Isekai yakkyoku (od 2015)[9]
- Kage no jitsuryokusha ni naritakute! (od 2018)[10]
- Kaifuku jutsushi no yarinaoshi (od 2016)[11]
- KonoSuba (2012–2013)[12]
- Kuma Kuma Kuma Bear (od 2014)[13]
- Kumo desu ga, nani ka? (2015–2022)[14]
- Log Horizon (od 2010)[15]
- Mahōka kōkō no rettōsei (2008–2011)[16]
- Maō gakuin no futekigōsha (od 2017)[17]
- Mushoku Tensei (2012–2015)[18]
- Odrodzony jako galareta (2013–2016)[19]
- Overlord (od 2012)[20]
- Re: Zero (od 2012)[21]
- Seijo no maryoku wa bannō desu (od 2016)[22]
- Seirei gensōki (2014–2020)[23]
- Tate no yūsha no nariagari (2012–2015)[24]
- Tsuki ga michibiku isekai dōchū (2012–2016, seria przeniesiona do AlphaPolis)[25]
- Watashi no oshi wa akuyaku reijō. (2018–2021)[26]